# 1689年欠租扣押財物法令
《1689年欠租扣押財物法令》（2 Will & Mary c 5) 是英格蘭國會的一項法令。
截至2010年底，該法令仍在大不列顛部分生效。
整部法令日後將由《2007年審裁處、法院及強制執行法令》第86 （页面存档备份，存于）條及第146 （页面存档备份，存于）條、附表14第1段 （页面存档备份，存于），以及附表23第4部 Archive.today的存檔，存档日期2012-12-23廢除。這是為了廢除因欠租而作出的財物扣押（distress for rent）。

## 外部連結
- The Distress for Rent Act 1689 （页面存档备份，存于）, as amended, from Legislation.gov.uk.
- The original text of the act. （页面存档备份，存于）